# Ponta do Lobo
Ponta do Lobo ist ein Kap im Osten der Insel Santiago im atlantischen Inselstaat Kap Verde.
Das Kap gehört administrativ zum Concelho São Domingos.

## Geographie
Die Ponta do Lobo liegt nördlich der Porto de São Francisco. Im Norden ist das nächste benannte Kap die Ponta Bomba. Das Kap liegt 4 km östlich von Vale da Custa, 4 km südöstlich von Moia Moia und 11 km nordöstlich von Praia. Die nahegelegene Bucht Porto Lobo wurde als P. Lobo auf der Karte von Jacques-Nicolas Bellin von 1747 verzeichnet.
An der Spitze der Halbinsel steht der Leuchtturm Farol de Ponta do Lobo.